# Trithemis
Trithemis Brauer, 1868 è un genere di libellule della famiglia Libellulidae.

## Tassonomia
Comprende le seguenti specie:
- Trithemis aconita Lieftinck, 1969
- Trithemis aenea Pinhey, 1961
- Trithemis aequalis Lieftinck, 1969
- Trithemis africana (Brauer, 1867)
- Trithemis annulata (Palisot de Beauvois, 1805)
- Trithemis anomala Pinhey, 1955
- Trithemis arteriosa (Burmeister, 1839)
- Trithemis aurora (Burmeister, 1839)
- Trithemis basitincta Ris, 1912
- Trithemis bifida Pinhey, 1970
- Trithemis bredoi Fraser, 1953
- Trithemis brydeni Pinhey, 1970
- Trithemis congolica Pinhey, 1970
- Trithemis dejouxi Pinhey, 1978
- Trithemis dichroa Karsch, 1893
- Trithemis donaldsoni (Calvert, 1899)
- Trithemis dorsalis (Rambur, 1842)
- Trithemis ellenbeckii Förster, 1906
- Trithemis festiva (Rambur, 1842)
- Trithemis fumosa Pinhey, 1962
- Trithemis furva Karsch, 1899
- Trithemis grouti Pinhey, 1961
- Trithemis hartwigi Pinhey, 1970
- Trithemis hecate Ris, 1912
- Trithemis hinnula Dijkstra, Mézière & Kipping, 2015
- Trithemis imitata Pinhey, 1961
- Trithemis integra Dijkstra, 2007
- Trithemis kalula Kirby, 1900
- Trithemis kirbyi Selys, 1891
- Trithemis legrandi Dijkstra, Kipping & Mézière, 2015
- Trithemis lilacina Förster, 1899
- Trithemis monardi Ris, 1931
- Trithemis morrisoni Damm & Hadrys, 2009
- Trithemis nigra Longfield, 1936
- Trithemis nuptialis Karsch, 1894
- Trithemis osvaldae D'Andrea & Carfi, 1997
- Trithemis pallidinervis (Kirby, 1889)
- Trithemis palustris Damm & Hadrys, 2009
- Trithemis persephone Ris, 1912
- Trithemis pluvialis Förster, 1906
- Trithemis pruinata Karsch, 1899
- Trithemis selika Selys, 1869
- Trithemis stictica (Burmeister, 1839)
- Trithemis werneri Ris, 1912